# Tadzio
Tadzio é uma peça teatral brasileira que estreou em 9 de maio de 2015 no Espaço Parlapatões, São Paulo. Recebeu doze indicações ao Prêmio Cenym da Academia de Artes do Teatro do Brasil 2015, vencendo em quatro categorias. Com duração de 70 minutos, a peça é inspirada no livro Morte em Veneza, que aborda o amor de um jovem de 13 anos por um escritor. É também baseada caso de pedofilia da Escola Base de São Paulo, onde os seus diretores foram acusados pela opinião pública de abusarem de alguns alunos.

## Sinopse
O padre de 25 anos, Tadeu (Thalles Cabral) relembra em uma confissão como nasceu sua atração pela batina. Mais tarde, o padre descreve como conheceu o seu mestre, o padre Enoque (André Grecco), que aos 13 anos despertou nele uma paixão "diabólica". Sentindo-se contrariado, Tadeu resolve se vingar do eclesiástico por meio de uma declaração escandalosa.

## Elenco
- Thalles Cabral .... Tadeu
- André Grecco .... Enoque
- Nélida Lima[2]

## Produção
A peça Tadzio foi produzida pela Cão Bravo Produções e Applauzo Produções Artísticas, com direção de Dan Rosseto. Os cenários, figurinos e a iluminação tiveram supervisão de Kleber Montanheiro, a trilha sonora por Fred Silveira e Nélida Lima foi a responsável pela preparação vocal.

## Prêmios
- 2015: Prêmio Cenym da Academia de Artes do Teatro do Brasil para: 
  - Melhor sonoplasta e edição de som - João Jullo (venceu)
  - Melhor elenco - André Grecco, Thalles Cabral e Nélida Lima (venceu)
  - Melhor qualidade artística de produção - Dan Rosseto, Zen Salles, André Grecco, Thalles Cabral e Nélida Lima - (venceu)
  - Melhor texto original - Zen Salles (venceu)[4]

Indicações
- -     - Melhor ator - Thalles Cabral
    - Melhor trilha sonora original ou adaptada
    - Melhor iluminação
    - Melhor direção de arte
    - Melhor cartaz e fotografia de publicidade
    - Melhor ator coadjuvante - André Grecco
    - Melhor diretor - Dan Rosseto
    - Melhor espetáculo[3]